# Drepananthus acuminatus
Drepananthus acuminatus är en kirimojaväxtart som först beskrevs av Charles Budd Robinson och som fick sitt nu gällande namn av Siddharthan Surveswaran och Richard M.K. Saunders.
Drepananthus acuminatus ingår i släktet Drepananthus och familjen kirimojaväxter. Inga underarter finns listade i Catalogue of Life.